# Këlcyrë
Këlcyrë est une municipalité albanaise dans le district de Përmet au sud-est du pays.
Elle compte 6 113 habitants en 2011.